# Ketogeen dieet

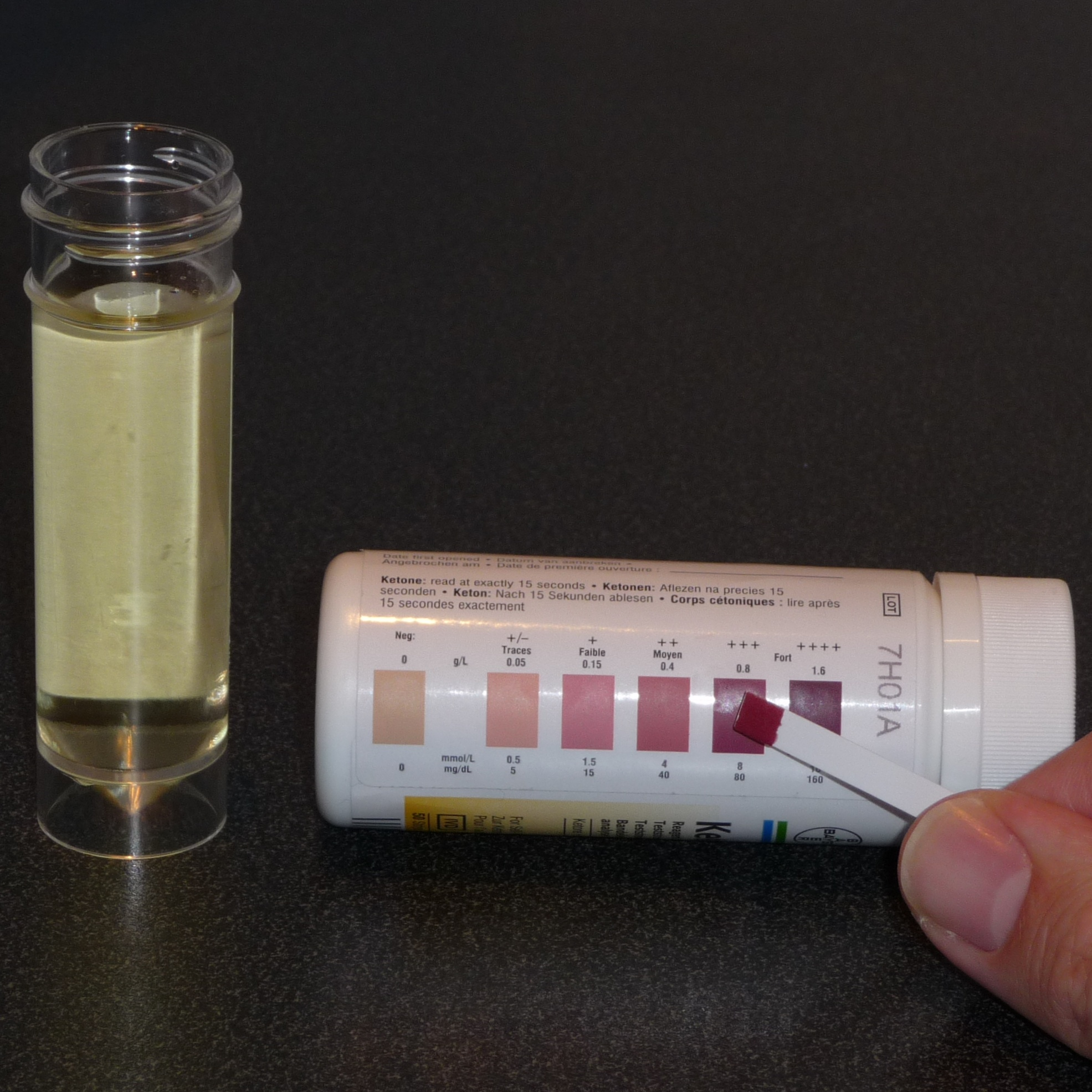
Test om ketose aan te tonen in urine

Een ketogeen dieet is een streng dieet dat bestaat uit een minimale koolhydraat- en een verhoogde vetinname. Een ketogeen dieet bootst de reactie van het lichaam op honger na door gebruik te maken van vet als primaire energiebron bij het ontbreken van een adequate koolhydraatbron in de voeding. In een normale stofwisseling zet het lichaam koolhydraten om in glucose, de snelste energiebron voor het lichaam en in de meeste gevallen ook de enige energiebron voor de hersenen. Bij een lege maag kunnen aminozuren geen adequate energiebron voor de hersenen zijn en vetzuren kunnen de bloed-hersenbarrière niet passeren. De lever gebruikt de vetzuren om ketonlichamen te maken, die de bloed-hersenbarrière wel kunnen passeren en als vervanging van glucose als energiebron van de hersenen kunnen dienen.

## Epilepsie
Het dieet wordt gebruikt als een interventie om hardnekkige epilepsie bij kinderen onder controle te krijgen. 
Het mechanisme achter hoe een toestand van ketose epileptische aanvallen tegenhoudt, is niet bekend, maar een theorie is dat ketonen een anti-epileptische werking hebben wanneer ze de bloed-hersenbarrière overschrijden. De effecten van ketose op epileptische aanvallen worden reeds waargenomen sinds het dieet in de jaren 1920 werd geïntroduceerd. Het werd onder meer voorgeschreven op een speciale kinderafdeling van de inrichting voor lijders aan vallende ziekte  Meer en Bosch te Heemstede.

## Varianten
Er bestaan meerdere varianten van het ketogeen dieet, maar het vaakst voorgeschreven worden het klassieke ketogene dieet, het gemodificeerde atkinsdieet, het lage-glykemische-indexdieet, het middellange-ketentriglyceridendieet (MCT-dieet) en het gewijzigde MCT-dieet (zie tabel 1).
- Het klassieke ketogene dieet is het oudste van de diëten en is een van de strengste. Alle porties worden tot op de gram nauwkeurig afgewogen, omdat er geen schattingen zijn toegestaan. Het dieet beperkt de dagelijkse calorie-inname van de patiënt berekend door een diëtist, waarbij de calorieverdeling ongeveer als volgt is: 85-90% langeketenvetzuren, 6-8% eiwit en 2-4% koolhydraten. Tabel 2 geeft een rekenvoorbeeld van de dagelijkse energie-eisen voor dit dieet.[1]

- Gemodificeerd atkinsdieet: In tegenstelling tot wat bij het standaard-atkinsdieet het geval is, geldt bij het gemodificeerde atkinsdieet geen caloriebeperking, waardoor onbeperkte eiwit- en vetinname is toegestaan. Verder wordt er soepeler omgegaan met het gebruik van schattingen van de portiegroottes. De calorieverdeling in het gemodificeerde atkinsdieet is 60-70% langeketenvetzuren, 25-30% eiwitten en 5% koolhydraten.[1]

- Het lage-glykemische-indexdieet beperkt de inname van koolhydraten van de patiënt tot koolhydraten met een lage glykemische index, waardoor een grotere dagelijkse hoeveelheid koolhydraten is toegestaan. De glykemische index geeft aan in hoeverre individuele koolhydraten de bloedglucosespiegel binnen twee uur na consumptie verhogen. Het dieet bestaat uit 60-70% langeketenvetzuren, 20-30% eiwit en 10% koolhydraten.[1]

- Middellange-ketentriglyceridendieet (MCT-dieet): Normaal vet in de voeding bestaat voornamelijk uit langeketentriglyceriden. Middellange-ketentriglyceriden (MCT), zoals decaanzuur en octaanzuur, worden effectiever opgenomen en zijn meer ketogeen dan langketenige vetzuren, doordat ze per eenheid energie meer ketonen genereren. Patiënten die het MCT-dieet volgen, kunnen meer koolhydraten en eiwitten in hun dieet opnemen, vergeleken met het klassieke ketogene dieet. Het MCT-dieet bestaat uit 71% middellangeketenvetzuren, 10% eiwit en 19% koolhydraten.[1]

- Het gewijzigde MCT-dieet combineert het gebruik van zowel langeketen- als middellangeketenvetzuren. Het gemodificeerde MCT-dieet verdeelt de calorieën als 30% MCT-olie, 40-50% conventionele of langeketenvetzuren, 10-20% eiwit en 5-10% koolhydraten. De klassieke en gewijzigde MCT-ketogene diëten zijn even effectief.[1]

| Typen ketogene diëten       | Typen ketogene diëten         | Typen ketogene diëten           | Typen ketogene diëten                  | Typen ketogene diëten |
| Type ketogeen dieet         | Vet (% totale energie-inname) | Eiwit (% totale energie-inname) | Koolhydraten (% totale energie-inname) | Opmerkingen |
| --------------------------- | ----------------------------- | ------------------------------- | -------------------------------------- | --- |
| Klassiek ketogeen dieet     | LCT: 85-90                    | 6-8                             | 2-4                                    | Verhouding tussen vet en niet-vet tussen 3:1 en 4:1. Lage therapietrouw. Constipatie treedt vaak op.                                     |
| MCT-dieet                   | MCT: 71                       | 10                              | 19                                     | Verhouding tussen vet en niet-vet is 3:1. Gemakkelijker te bereiden. Misselijkheid, overgeven en diarree bij circa 50% van de patiënten. |
| Gemodificeerd MCT-dieet     | LCT: 40-50 & MCT: 30          | 10-20                           | 5-10                                   | Zowel LCT's als MCT's. Minder bijverschijnselen.                                                                                         |
| Gemodificeerd atkinsdieet   | 60-70                         | 20-30                           | 5                                      | Geen vasten of ziekenhuisopname. Geen restrictie op calorie-inname.                                                                      |
| Lage-glykemische-indexdieet | 60-70                         | 20-30                           | 10                                     | Uitsluitend lage-GI-koolhydraten toegestaan voor de 10% dagelijkse koolhydraten.                                                         |